# Johann Helfrich von Müller
Johann Helfrich von Müller (Kleve, 16 gennaio 1746 – Darmstadt, 12 giugno 1830) è stato un ingegnere tedesco.

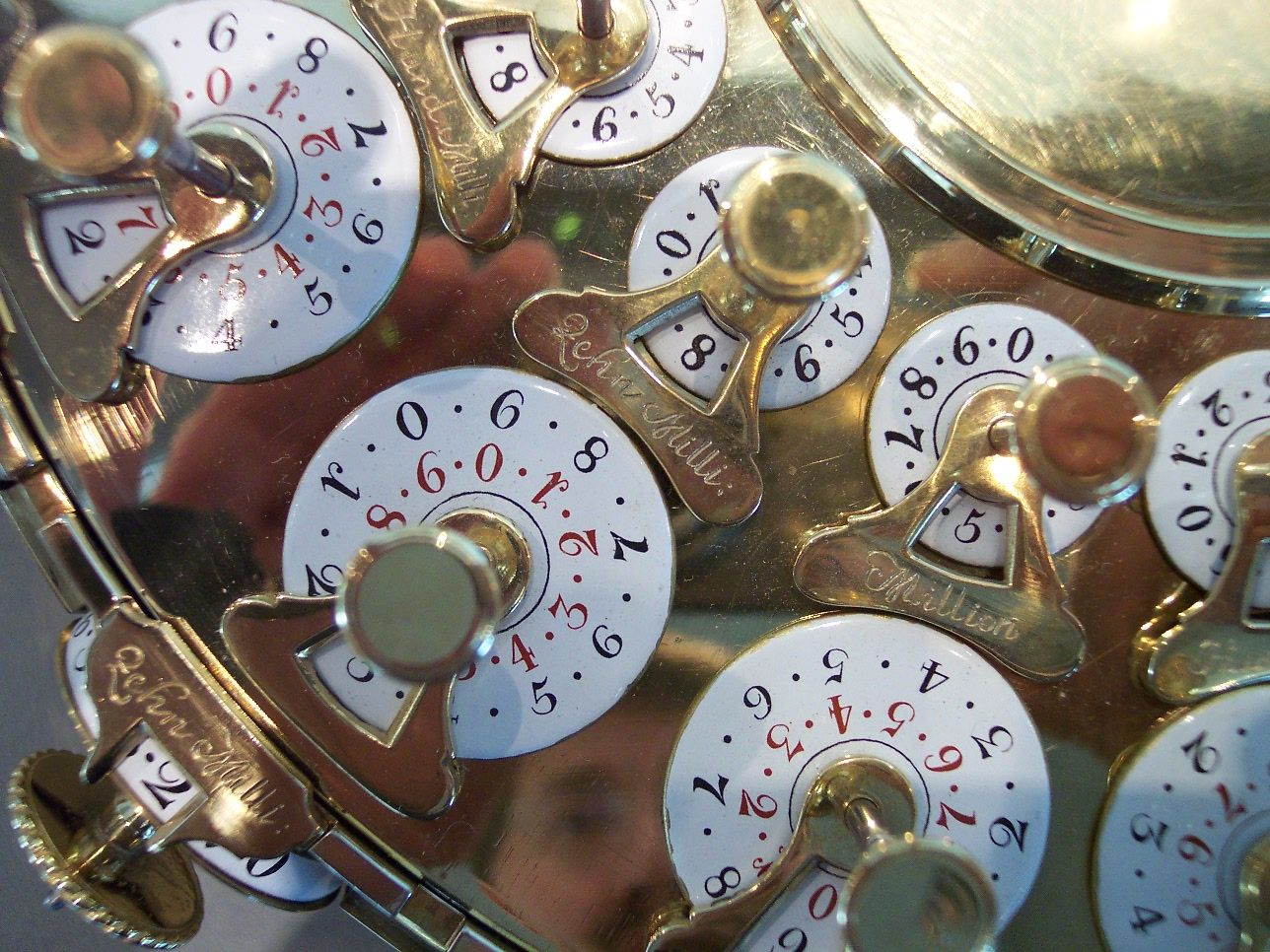
Dettaglio della calcolatrice di Johann Helfrich Müller

Contribuì allo sviluppo dei calcolatori meccanici: fu sua l'idea di utilizzare il metodo delle differenze successive per poter calcolare attraverso somme ripetute operazioni complesse, come la moltiplicazione di numeri con un risultato fino a dodici cifre. Lo stesso metodo matematico fu utilizzato quarant'anni dopo da Charles Babbage.
La macchina alle differenze di Müller era in grado di eseguire le quattro operazioni fondamentali (addizione, sottrazione, moltiplicazione, divisione).  Utilizzando questa macchina, Müller pubblicò il primo volume di tabelle calcolate da una macchina, intitolato Neue Tafeln, welche den cubischen Gehalt und Werth des runden, beschlagenen und geschnittenen Bau- und Werkholzes enthalten verfertigt mittelst der Müllerischen Rechenmaschine: nebst einer Anweisung wie daraus der Gehalt richtiger als bisher gefunden werden könne (Nuove schede, che contengono il contenuto delle tabelle del cubo e il valore del giro al vapore e la costruzione, del taglio, lavorare il legno prodotte per mezzo del calcolatore di Muller: insieme ad una dichiarazione di come il contenuto può essere visualizzato con precisione rispetto al passato). La stessa idea la ebbe Charles Babbage, annoiato nell'eseguire calcoli a mano, cui fu scintilla dell'intuizione che lo portò a realizzare la Difference Engine, e successivamente il progetto l'Analytical Engine, mai realizzata per mancanza di fondi.